# Калініченко Лукерія Гнатівна
Лукерія Гнатівна Калініченко (нар. 1903, село Старий Салтів, тепер Вовчанського району Харківської області — ?) — українська радянська діячка, робітниця Харківської кондитерської фабрики «Жовтень» Харківської області. Депутат Верховної Ради СРСР 1-го скликання.

## Життєпис
Народилася в бідній селянській родині. З одинадцятирічного віку працювала нянькою в місті Харкові. До 1918 року — покоївка в Харкові.
У 1919 році — в червоноармійському загоні разом із чоловіком Потапом Даниловичем, працювала на кухні, була сестрою милосердя, прибиральницею при штабі військової частини.
Повернулася до Харкова, працювала чорноробітницею на рибному складі.
З 1922 року — чорноробітниця, з 1924 року — робітниця мармеладного цеху, помічниця бригадира, з 1932 року — бригадир Харківської кондитерської фабрики «Жовтень».
Обиралася делегатом Надзвичайного XIV з'їзду рад Української РСР.